# Agrilus blandulus
Agrilus blandulus es una especie de insecto del género Agrilus, familia Buprestidae, orden Coleoptera.
Fue descrita científicamente por Guérin-Ménéville, 1844.